# Parlatoria parlatoreoides
Parlatoria parlatoreoides är en insektsart som först beskrevs av Karl Hermann Leonhard Lindinger 1911.  Parlatoria parlatoreoides ingår i släktet Parlatoria och familjen pansarsköldlöss. Inga underarter finns listade i Catalogue of Life.